# Club Atlético Osasuna
Maillots
Actualités
Le Club Atlético Osasuna, plus couramment nommé le CA Osasuna, est un club de football espagnol situé à Pampelune en Navarre.

## Étymologie
Le nom d'Osasuna, proposé par Benjamín Andoian Martínez, signifie « la santé » en langue basque.

## Histoire
| \| Pampelune \| Emplacement de Pampelune, en Espagne. |
| Pampelune                                             |

Le club est fondé le 24 octobre 1920 (20 novembre selon le magazine Don Balón) par fusion des clubs "Pamploneses del Sportiva" et "New Club".
Lors de la saison 1985-1986, il participe pour la première fois de son histoire à la Coupe UEFA, après s'être hissé à la sixième place du championnat.
Le 11 juin 2005, le club dispute sa première finale de Copa del Rey, mais la perd contre le Betis Séville , 2-1 (ap).
Le 27 novembre 2005 le club joue son millième match de Liga.
En 2005-2006, le club effectue la meilleure saison de son histoire. Osasuna termine à la 4e place du championnat et se qualifie ainsi pour le troisième tour préliminaire de la Ligue des champions.

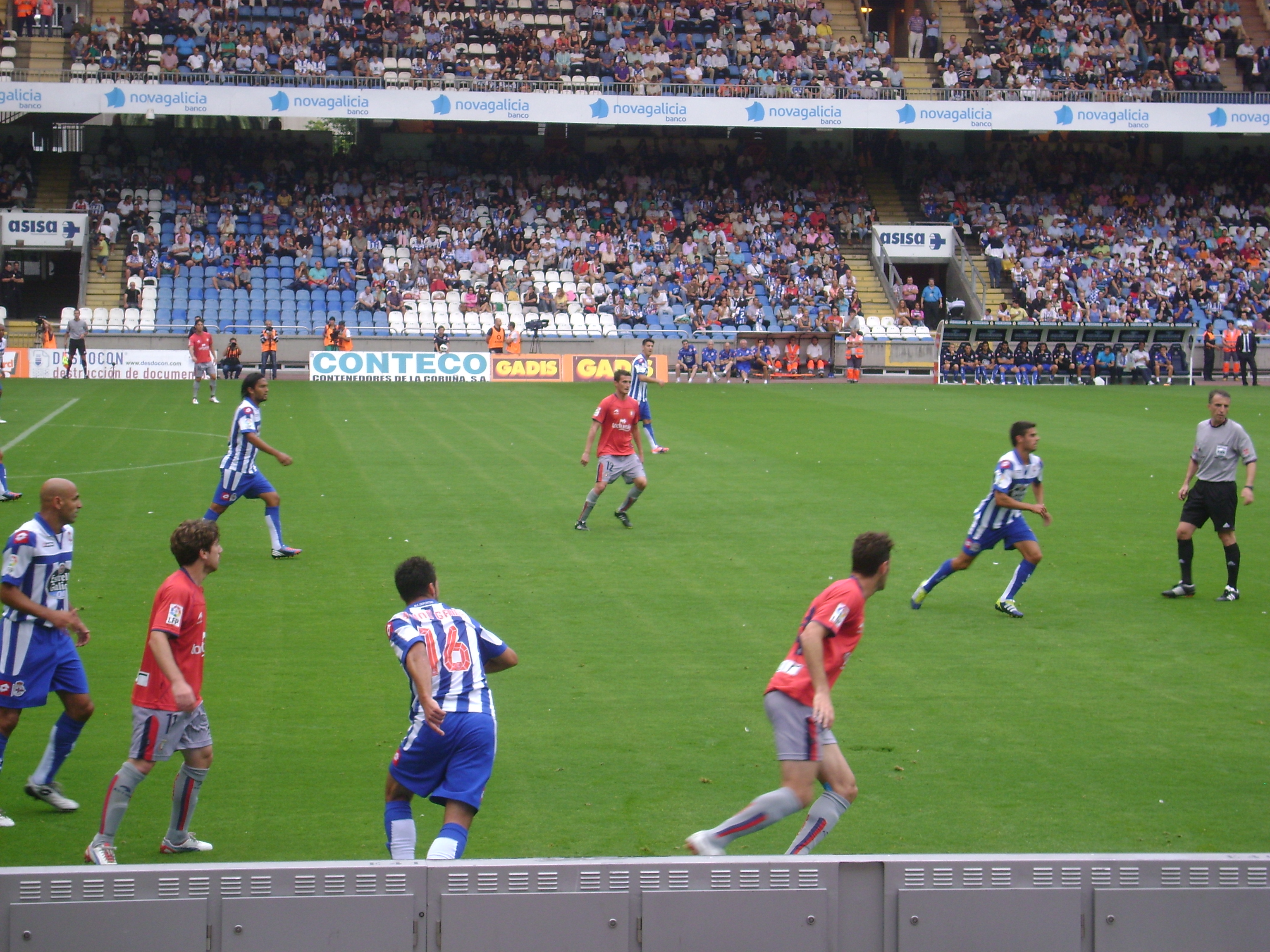
Deportivo-Osasuna.

Osasuna est alors éliminé sans perdre contre Hambourg (0-0, 1-1) et est reversé en coupe UEFA. Après avoir battu Parme (qui était alors déjà assuré de sa première place) en phase de groupe, les Navarrais éliminent Bordeaux, les Rangers et Leverkusen avant de tomber en demi-finales (1-0, 0-2) face au Séville FC, futur vainqueur de l'épreuve. Cette épopée constitue le meilleur parcours européen du club.
À l'issue de la saison 2013-2014 terminée en 18e position, Osasuna est relégué en deuxième division après 14 années de présence au plus haut niveau.
Le 18 juin 2016, Osasuna entraîné par Enrique Martín Monreal remonte en première division en battant le Gérone FC lors du play-off de promotion. Le club ne reste qu'une saison en D1 avant d'être relégué en mai 2017. Le club entraîné par Jagoba Arrasate remonte en D1 en mai 2019 en remportant le championnat.
Le 4 juin 2023, après un court succès face à Gérone (2-1), Osasuna se qualifie en Ligue Europe Conférence, et signe donc son retour sur la scène continentale 16 ans après sa dernière qualification en Coupe UEFA. Néanmoins le 23 juin 2023, le club annonce qu'il est exclu par la Commission de contrôle, d'éthique et de discipline de l'UEFA à la suite d'une affaire datant de la saison 2013-2014. Cette décision est révoquée par le Tribunal arbitral du sport le 25 juillet 2023.

## Bilan sportif

### Palmarès
- Copa del Rey
  - Finaliste : 2005, 2023

- Coupe UEFA
  - Demi-finaliste : 2007
- Segunda División (4)
  - 1952-1953, 1955-1956, 1960-1961 et 2018-2019.
- Tercera División (7)
  - 1931-1932, 1947-1948, 1948-1949, 1968-1969, 1971-1972, 1974-1975 et 1976-1977.

### Statistiques
- Meilleure place en championnat : 4e (saisons 1990-1991, 2005-2006)
- 37 saisons en première division
- 37 saisons en deuxième division
- 13 saisons en troisième division
- 4 participations à la Coupe UEFA en 1985-1986, 1991-1992, 2005-2006, 2006-2007
- 1 participation en Ligue Europa Conférence en 2023-2024

### Bilan européen
Légende
- Victoire ou qualification pour le tour suivant.
- Match nul.
- Défaite ou élimination de la compétition.

Note : dans les résultats ci-dessous, le score du club est toujours donné en premier
| Saison    | Compétition             | Tour                | Club                  | Domicile | Extérieur | Total    |
| --------- | ----------------------- | ------------------- | --------------------- | -------- | --------- | -------- |
| 1985-1986 | Coupe UEFA              | Premier tour        | Rangers FC            | 2 - 0    | 0 - 1     | 2 - 1    |
| 1985-1986 | Coupe UEFA              | Deuxième tour       | SV Waregem            | 2 - 1    | 0 - 2     | 2 - 3    |
| 1991-1992 | Coupe UEFA              | Premier tour        | Slavia Sofia          | 4 - 0    | 0 - 1     | 4 - 1    |
| 1991-1992 | Coupe UEFA              | Deuxième tour       | VfB Stuttgart         | 0 - 0    | 3 - 2     | 3 - 2    |
| 1991-1992 | Coupe UEFA              | Huitièmes de finale | Ajax Amsterdam        | 0 - 1    | 0 - 1     | 0 - 2    |
| 2005-2006 | Coupe UEFA              | Premier tour        | Stade rennais         | 0 - 0    | 1 - 3     | 1 - 3    |
| 2006-2007 | Ligue des champions     | Troisième tour Q    | Hambourg SV           | 1 - 1    | 0 - 0     | 1 - 1E   |
| 2006-2007 | Coupe UEFA              | Premier tour        | Trabzonspor           | 0 - 0    | 2 - 2     | 2E - 2   |
| 2006-2007 | Coupe UEFA              | Groupe D            | SC Heerenveen         | 0 - 0    | N/A       | Deuxième |
| 2006-2007 | Coupe UEFA              | Groupe D            | RC Lens               | N/A      | 1 - 3     | Deuxième |
| 2006-2007 | Coupe UEFA              | Groupe D            | OB Odense             | 3 - 1    | N/A       | Deuxième |
| 2006-2007 | Coupe UEFA              | Groupe D            | Parme FC              | N/A      | 3 - 0     | Deuxième |
| 2006-2007 | Coupe UEFA              | Seizièmes de finale | Girondins de Bordeaux | 1 - 0    | 0 - 0     | 1 - 0    |
| 2006-2007 | Coupe UEFA              | Huitièmes de finale | Rangers FC            | 1 - 0    | 1 - 1     | 2 - 1    |
| 2006-2007 | Coupe UEFA              | Quarts de finale    | Bayer Leverkusen      | 1 - 0    | 3 - 0     | 4 - 0    |
| 2006-2007 | Coupe UEFA              | Demi-finales        | Séville FC            | 1 - 0    | 0 - 2     | 1 - 2    |
| 2023-2024 | Ligue Europa Conférence | Barrages Q          | Club Bruges           | 1 - 2    | 2 - 2     | 3 - 4    |

## Personnalités du club

### Anciens joueurs
- Daniel Montenegro
- John Aloisi
- Pierre Webó
- Pablo Contreras
- Jaroslav Plašil
- Ibrahima Bakayoko
- Sabino Andonegui
- Pablo Orbaiz
- Juan Elía
- Unai Expósito
- Santi Ezquerro
- Tiko
- Miguel Flaño
- Manuel Almunia
- Paco Bienzobas
- Ignacio Zoco
- Iván Rosado
- David López
- César Cruchaga
- Raúl García
- Jon Andoni Goikoetxea
- Thomas Christiansen
- Nacho Monreal
- Pedro María Zabalza
- Martín Domínguez
- Julián Vergara
- Ignacio Eizaguirre
- Roberto Soldado
- César Azpilicueta
- Ludovic Delporte
- Javad Nekounam
- Mohamed El Yaâgoubi
- Javier Aguirre
- Carlos Vela
- Jan Urban
- Roman Kosecki
- Jacek Ziober
- Nuno Espírito Santo
- Ionel Gane
- Savo Milošević
- Petar Vasiljević
- Predrag Spasić
- Xavier Margairaz
- Pablo García

### Effectif professionnel actuel
Le premier tableau liste l'effectif professionnel du CA Osasuna pour la saison 2025-2026. Le second recense les prêts effectués par le club lors de cette même saison.
En grisé, les sélections de joueurs internationaux chez les jeunes mais n'ayant jamais été appelés aux échelons supérieurs une fois l'âge-limite dépassé ou les joueurs ayant pris leur retraite internationale.